# Vírus Ping-Pong
O Vírus Ping Pong ou Bouncing Ball foi um dos primeiros vírus a se tornarem conhecidos no Brasil. Ele surgiu na época do MS-DOS, era um Vírus de Boot que se instalava no primeiro setor do disco e iniciava antes do carregamento do Sistema Operacional. 

## Funcionamento do Vírus
O vírus era carregado quando o usuário ligava o computador, e fazia uma cópia de si mesmo em qualquer disquete que estivesse inserido na máquina.
Ele exibia uma animação de uma bola que ficava se movimentando pela tela e quicando nos cantos da tela, que é de onde surgiu seu nome. Essa animação só parava quando o usuário reiniciava o computador.